# Gare de Reggio d'Émilie-Mediopadana
La gare de Reggio d'Émilie-Mediopadana (en italien, Stazione di Reggio Emilia Mediopadana AV) est une gare ferroviaire italienne située à Reggio d'Émilie. Il s'agit d'une gare uniquement dédiée aux Trains à Grande Vitesse Frecciarossa et Italo. C'est la deuxième gare de la ville de Reggio d'Émilie: la gare de Reggio d'Émilie, située au cœur de la ville, est utilisée principalement pour les trains régionaux, Intercity et Frecciabianca.
La gare, qui dispose de 4 voies, est desservie par Trenitalia (TGV "Frecciarossa") et Nuovo Trasporto Viaggiatori (TGV Italo).

## Situation ferroviaire
La gare de Reggio d'Émilie-Mediopadana est située au milieu de la ligne à grande vitesse de Milan à Bologne, dont elle constitue la seule gare intermédiaire. 

## Histoire
La gare a été ouverte le 9 juin 2013.
Les travaux pour le bâtiment de la gare ont commencé le 30 septembre 2008 et ont été achevés en 2013. 
La gare a été projetée par l'architecte Santiago Calatrava. 

## Service des voyageurs

### Accueil
La gare de Reggio d'Émilie-Mediopadana dispose de : distributeur automatique de titres de transport, guichet pour la vente des billets, bar, kiosque à journaux et toilettes. Elle est aménagée pour l'accessibilité aux personnes handicapées

### Desserte
La gare est desservie par:
- Les TGV Frecciarossa de Trenitalia reliant cette gare à Turin (Porta Nuova et Porta Susa), Milan (Milan Centrale et Milan Rogoredo), Bologne (Bologne-Centrale), Florence (Florence-Santa-Maria-Novella), Rome (Rome-Termini et Rome-Tiburtina), Naples (Naples-Centrale), et Salerne. Un Frecciarossa par jour garantit la liaison entre Milan et Bari à travers Bologne, Rimini et Ancône.

- Les TGV Italo de Nuovo Trasporto Viaggiatori reliant cette gare à Turin (Porta Nuova et Porta Susa), Milan (Milan Centrale et Milan Rogoredo), Bologne (Bologne-Centrale), Florence (Florence-Santa-Maria-Novella), Rome (Rome-Termini et Rome-Tiburtina), Naples (Naples-Centrale), et Salerne.

### Intermodalité
La gare est située à côté de l'Autoroute A1 et de la sortie de Reggio d'Émilie. Elle constitue donc un important pôle intermodal entre autoroute et réseau ferroviaire, relié par une série de trois ouvrages d'art, les ponts de Calatrava. 
Gare de Reggio d'Émilie Mediopadana de l'entreprise TPER, reliant cette gare à la gare centrale de la ville. service taxi.